# Séamus Dolan
Séamus Dolan (* 10. Dezember 1914 in Gubaveeney, Blacklion, County Cavan; † 10. August 2010 in Deramfield, Milltown, Belturbet, County Cavan) war ein irischer Politiker der Fianna Fáil.

## Biografie
Dolan war ursprünglich Landwirt und später als Lehrer tätig. Nachdem er 1954 und 1957 erfolglos im Wahlkreis Cavan kandidierte, wurde er in diesem Wahlkreis 1961 zum Mitglied in das Unterhaus (Dáil Éireann) gewählt. 1965 erlitt er allerdings eine Niederlage und schied aus dem Unterhaus aus.
Stattdessen wurde er jedoch Mitglied im Senat (Seanad Éireann) und vertrat in diesem für eine Legislaturperiode bis 1969 die Interessengruppe der Arbeitschaft, den sogenannten Labour Panel. 1969 verzichtete er auf eine erneute Kandidatur für den Senat und scheiterte andererseits mit seinen erneuten Kandidaturen im Wahlkreis Cavan für einen Sitz im Unterhaus bei den Wahlen 1969 und 1973.
1973 wurde er für die Fianna Fáil als Vertreter der Arbeiterschaft allerdings wiederum Mitglied des Senats und gehörte diesem bis 1982 an.
Während dieser Zeit war er vom 27. Oktober 1977 bis zum 7. Oktober 1981 Cathaoirleach und damit Präsident des Senats sowie im Anschluss vom 9. Oktober 1981 bis zum 20. April 1982 Vizepräsident des Senats (Leas-Cathaoirleach).
Zum Zeitpunkt seines Todes war Séamus Dolan das älteste ehemalige Mitglied des Parlaments.